# Pierre Rémond de Sainte-Albine
Pierre Rémond de Sainte-Albine est un historien et auteur dramatique français né à Paris le 29 mai 1699 et mort dans la même ville le 9 octobre 1778.
Il a collaboré à L'Europe savante, à la Gazette de France (1733-1749 et 1751) et au Mercure de France dont il fut pendant un temps le rédacteur en chef.

## Œuvres
- L'Amante difficile ou l'Amant constant, comédie en 5 actes et en prose, avec Antoine Houdar de La Motte, représentée au Théâtre de l'Hôtel de Bourgogne le 17 octobre 1716 (impr. 1726, réimpr. 1729, 1732)
- Le Comédien, 2 parties, 1747 (réimpr. 1749 et 1825 à la suite des Mémoires de Molé) ; éd. critique de Sabine Chaouche dans Sept Traits sur le jeu du comédien et autres textes, De l'action oratoire à l'art dramatique, 1657-1750, Paris, Honoré Champion, 2001.
- La Convention téméraire, comédie en 1 acte, 1749
- L'Amour au village, 1749
- Abrégé de l'Histoire de De Thou, avec remarques, 1759

## Source
- Cardinal Georges Grente (dir.), Dictionnaire des lettres françaises. Le XVIIIe siècle, nouvelle édition revue et mise à jour sous la direction de François Moureau, Paris, Fayard, 1995